# Rocquencourt
|  | Per a altres significats, vegeu «Rocquencourt (Oise)». |

Rocquencourt és un municipi francès al departament d'Yvelines (regió d'Illa de França). L'any 2007 tenia 3.267 habitants.
Forma part del cantó de Le Chesnay i del districte de Versalles. I des del 2002 de la Comunitat d'aglomeració Versailles Grand Parc.

## Demografia

### Població
El 2007 la població de fet de Rocquencourt era de 3.267 persones. Hi havia 1.499 famílies, de les quals 533 eren unipersonals (152 homes vivint sols i 381 dones vivint soles), 529 parelles sense fills, 329 parelles amb fills i 108 famílies monoparentals amb fills.
La població ha evolucionat segons el següent gràfic:

### Habitatges
El 2007 hi havia 1.641 habitatges, 1.503 eren l'habitatge principal de la família, 40 eren segones residències i 97 estaven desocupats. 76 eren cases i 1.557 eren apartaments. Dels 1.503 habitatges principals, 1.033 estaven ocupats pels seus propietaris, 433 estaven llogats i ocupats pels llogaters i 37 estaven cedits a títol gratuït; 141 tenien una cambra, 165 en tenien dues, 268 en tenien tres, 397 en tenien quatre i 532 en tenien cinc o més. 1.271 habitatges disposaven pel capbaix d'una plaça de pàrquing. A 742 habitatges hi havia un automòbil i a 607 n'hi havia dos o més.

### Piràmide de població
La piràmide de població per edats i sexe el 2009 era:
| Homes | Edats   | Dones |
| ----- | ------- | ----- |
| 0     | 95 o +  | 4     |
| 4     | 90 a 94 | 8     |
| 20    | 85 a 89 | 24    |
| 16    | 80 a 84 | 32    |
| 32    | 75 a 79 | 60    |
| 96    | 70 a 74 | 88    |
| 92    | 65 a 69 | 96    |
| 88    | 60 a 64 | 100   |
| 140   | 55 a 59 | 172   |
| 116   | 50 a 54 | 168   |
| 144   | 45 a 49 | 152   |
| 80    | 40 a 44 | 116   |
| 68    | 35 a 39 | 100   |
| 60    | 30 a 34 | 76    |
| 108   | 25 a 29 | 60    |
| 100   | 20 a 24 | 104   |
| 120   | 15 a 19 | 124   |
| 76    | 10 a 14 | 116   |
| 96    | 5 a 9   | 60    |
| 64    | 0 a 4   | 32    |

## Economia
El 2007 la població en edat de treballar era de 2.038 persones, 1.455 eren actives i 583 eren inactives. De les 1.455 persones actives 1.366 estaven ocupades (711 homes i 655 dones) i 88 estaven aturades (41 homes i 47 dones). De les 583 persones inactives 177 estaven jubilades, 228 estaven estudiant i 178 estaven classificades com a «altres inactius».

### Ingressos
El 2009 a Rocquencourt hi havia 1.471 unitats fiscals que integraven 3.233 persones, la mediana anual d'ingressos fiscals per persona era de 36.265 €.

### Activitats econòmiques
Dels 109 establiments que hi havia el 2007, 2 eren d'empreses extractives, 1 d'una empresa de fabricació de material elèctric, 2 d'empreses de fabricació d'altres productes industrials, 4 d'empreses de construcció, 29 d'empreses de comerç i reparació d'automòbils, 1 d'una empresa de transport, 4 d'empreses d'hostatgeria i restauració, 6 d'empreses d'informació i comunicació, 4 d'empreses financeres, 7 d'empreses immobiliàries, 37 d'empreses de serveis, 9 d'entitats de l'administració pública i 3 d'empreses classificades com a «altres activitats de serveis».
Dels 8 establiments de servei als particulars que hi havia el 2009, 1 era un paleta, 2 guixaires pintors, 2 restaurants i 3 agències immobiliàries.
Dels 4 establiments comercials que hi havia el 2009, 1 era un hipermercat, 2 carnisseries i 1 una llibreria.

## Equipaments sanitaris i escolars
El 2009 hi havia 1 escola maternal i 1 escola elemental.

## Poblacions properes
El següent diagrama mostra les poblacions més properes.